# フルフィルメントハウス

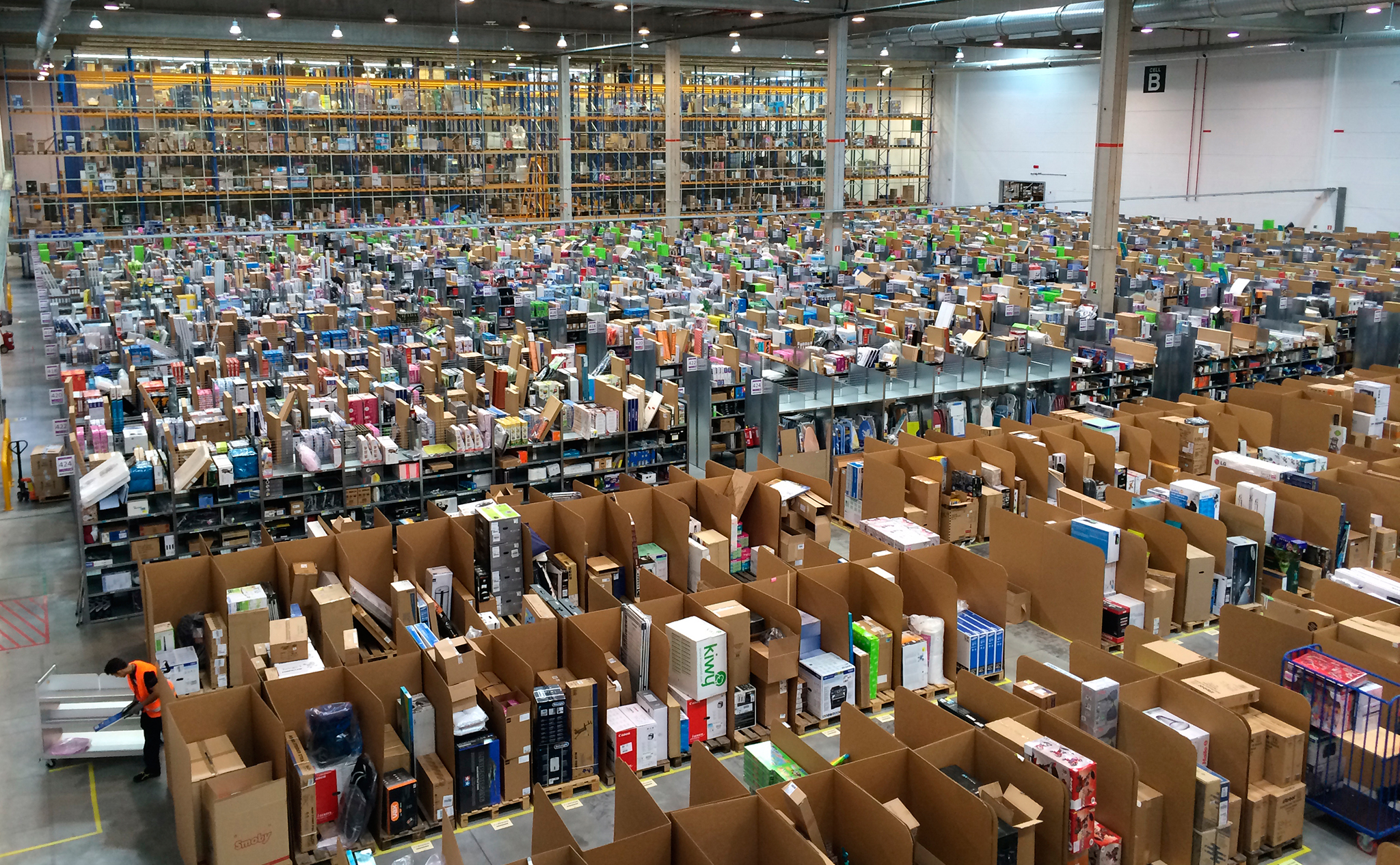
Amazonのフルフィルメントセンター

フルフィルメントハウス (fulfilment house, fulfillment house) またはフルフィルメントセンター (fulfilment centre, fulfillment center) とは、出荷のための梱包をその中で行う倉庫（梱包倉庫）のことである。
この用語は1990年代半ばに作られたもので、フルフィルメントセンターは通常、社内の梱包倉庫のことを指し、フルフィルメントハウスは倉庫保管や梱包を専門とする会社のことを指す傾向がある。

## 言葉の起源
商品の出荷に関連する「フルフィルメント」という言葉は、1980年代後半にサプライチェーン・マネジメントを分析した経営学の研究者が使用した「オーダーフルフィルメント」(order fulfillment)や「プロダクトフルフィルメント」(product fulfillment)という言葉に由来している。これが、昔の「倉庫」（warehouse）という言葉よりも「フルフィルメントセンター」や「フルフィルメントハウス」という言葉の方が、ポジティブでアクティブな響きがするとして、梱包倉庫会社のPR担当者によって使われるようになった。業界外の人には、この用語はまだあまり知られていないため、「フルフィルメントセンター」や「フルフィルメントハウス」が実際にどのような意味なのかを説明するために、「倉庫」を括弧内に入れたり、同文中で代替語として使用したりすることがよくある。

## 外部と内部
アマゾンのような企業では、独自のフルフィルメントセンターを持っているところもあるが、多くの小規模なeコマース企業は、倉庫保管、仕分け、梱包、配送を外部のフルフィルメント会社に委託している。独自のフルフィルメントセンターを持つ大企業の多くは、他の販売者のための倉庫保管や配送も行っている。アマゾンもその一例で、第三者の販売者に倉庫保管と注文処理を提供している。もう一つの最初期の例はフィンガーハットで、1990年代に自社のフルフィルメントセンターを拡張し、他社のフルフィルメントサービスを請け負った。その中には、最終的にフィンガーハット社を買収した企業であるFederated Department Storesも含む。

## 種類
フルフィルメントハウスにはいくつかの種類がある。過去には、フルフィルメントセンターは、小売業者や販売代理店から大量の注文を受けて商品を供給するという形態が一般的だった。今日では、eコマースの成長に伴い、商品を倉庫から直接消費者に発送するDTC(direct-to-consumers)のフルフィルメントセンターも登場している。さらに、いくつかのeコマースのフルフィルメントセンターは、小型・大型の商品、特定のタイプ（アパレルなど）の商品、多様な最小管理単位(SKU)の商品などのニッチに焦点を当てている。
ドロップシッピングと呼ばれるeコマースの形態は、サードパーティの小売ウェブサイトを介してメーカーから消費者に商品を発送するものであり、販売を行う小売業者の直接的なコストと関与を最小限に抑えるために、サードパーティのフルフィルメントセンターを利用している。